# Glaucis hirsutus
El ermitaño hirsuto (Glaucis hirsutus), también denominado ermitaño canelo (en Colombia), ermitaño pechicanelo (en Ecuador, Panamá y Colombia), ermitaño pecho canela o colibrí pecho canela (en Venezuela), ermitaño de pecho canela (en Perú) o picaflor pico de sable, es una especie de ave apodiforme de la familia Trochilidae, una de las tres pertenecientes al género Glaucis. Es nativo del sureste de América Central, de algunas Antillas menores y del norte, centro y este de América del Sur.

## Distribución y hábitat
Se distribuye desde el centro de Panamá, hacia el sur, al norte de los Andes por el norte de Colombia y Venezuela, y a oriente de los Andes por Colombia, al sur por el este de Ecuador, este de Perú hasta el centro norte de Bolivia, hacia el este por Venezuela, Guyana, Surinam, Guayana Francesa, también en Trinidad y Tobago y Granada, y la totalidad de la Amazonia brasileña, inclusive áreas adyacentes al sur de la Amazonia, y poblaciones aisladas en el litoral noreste y este de Brasil.
Esta especie, ampliamente diseminada, es generalmente común en sus hábitats naturales, aunque las poblaciones locales pueden variar en número y desaparecer enteramente en hábitats marginales. Sus hábitats comprenden el sotobosque de una variedad de tipos de bosque (hasta localmente en la caatinga del noreste de Brasil) y vegetación densa fuera de bosques primarios: crecimientos secundarios, claros del bosque, bosques secundarios y perturbados, ambientes ribereños, pantanos, matorrales, bordes del bosque, bosques parcialmente caducifolios, enmarañados de bambú, bosques en galería, manchas de árboles o de matorrales en pastizales, cerrados y plantaciones. Desde el nivel del mar hasta los 1800 m de altitud, aunque mayormente por debajo de los 1000 m; posiblemente hasta los 3500 m en Venezuela.

## Descripción
Mide en promedio de 10 a 12 cm de longitud y pesa un promedio de 5 a 8,5 g.  El pico mide alrededor de 3,3 cm y es totalmente inclinado hacia abajo, largo y delgado – aunque comparado a los picos de otros colibrís, es bastante robusto.  La cabeza es parduzca, las partes superiores de color verde bronceado y partes inferiores rufas.  La cola tiene plumas verdes y plumas exteriores rufas, todas con ápices blancos.  El pico tiene la mandíbula inferior amarilla y la mandíbula superior negra.  Los sexos son semejantes, pero el macho tiene un rayo o centello amarillo en la mandíbula superior, y la hembra tiene el plumaje ligeramente más pálido. El pico de las hembras también es proporcionalmente un poco más corto (aunque esto es apenas reconocible) y más inclinado (lo cual es bastante visible en una comparación directa).
Los machos inmaduros son algo diferentes, pareciéndose a un ermitaño barbudo del género Threnetes.  Ya fue descrita una especie distinta, el barbudo negro (Threnetes  grzimeki), considerada ahora un sinónimo de la presente.  Asimismo, la subespecie propuesta G. h. abrawayae, aparentemente está basada en una variación individual de algunas aves adultas y no es taxonómicamente distinto.

### Vocalización
El canto es una frase muy variable de timbre alto descendiente, por. ej. «tsii-tsii-tsi-tsi-tsi», alternada irregularmente con una serie de notas de timbre alto «siii». Se identificaron tres tipos diferentes de reclamos, todos variaciones de chirridos, por ej. el más frecuentemente oído en vuelo es un agudo «tsiit!».

## Ecología

### Alimentación
Su dieta principal consiste del néctar tomado de una variedad de flores sotobosque, y de algunos pequeños invertebrados.
Tiene hábitos alimenticios muy exigentes.  Solo visita las flores con pétalos enteros de longitud y curvatura precisamente iguales que la de su pico, mientras que la mayoría de los otros colibríes son más flexible.  Así, sus plantas alimenticias son encontradas en casi toda la diversidad de angiospermas.  Muy popular con esta ave son los Zingiberales, como los Costus scaber (Costaceae), o Heliconia standleyi y Heliconia stricta (Heliconiaceae).  Otras plantas alimenticias preferidas por estos colibríes incluyen los Gentianales como Duroia hirsuta, Palicourea lasiantha, Psychotria bahiensis y Psychotria platypoda (Rubiaceae); Lamiales como Sanchezia peruviana (Acanthaceae) o Drymonia semicordata (Gesneriaceae), y las Myrtales como Cuphea melvilla (Lythraceae). Por otro lado, aún las plantas congenéricas con flores de longitud y curvatura ligeramente diferentes son evitadas.
Dada la diferencia en la curvatura del pico entre machos y hembras, parece probable que los sexos evitan competir por la misma fuente alimenticia visitando diferentes plantas, pero hay pocos estudios exhaustivos. Si ha habido cualquier coevolución entre el ermitaño hirsuto y sus plantas alimenticias es más difícil de determinar, pero si hubo alguna, parece ser menos extenso de lo que podría ser presumido. La mayoría de las plantas frecuentadas por este colibrí también son polinizadas por especies menos exigentes. Pero para algunas (como  Cuphea melvilla, Psychotria bahiensis y P. platypoda) el ermitaño hirsuto parece ser un polinizador de crucial importancia, indicando que existen verdaderamente —aunque menos frecuente que la forma típica del pico sugiere— fuertes mutualismos entre esta ave y algunas de sus plantas alimenticias.

### Reproducción

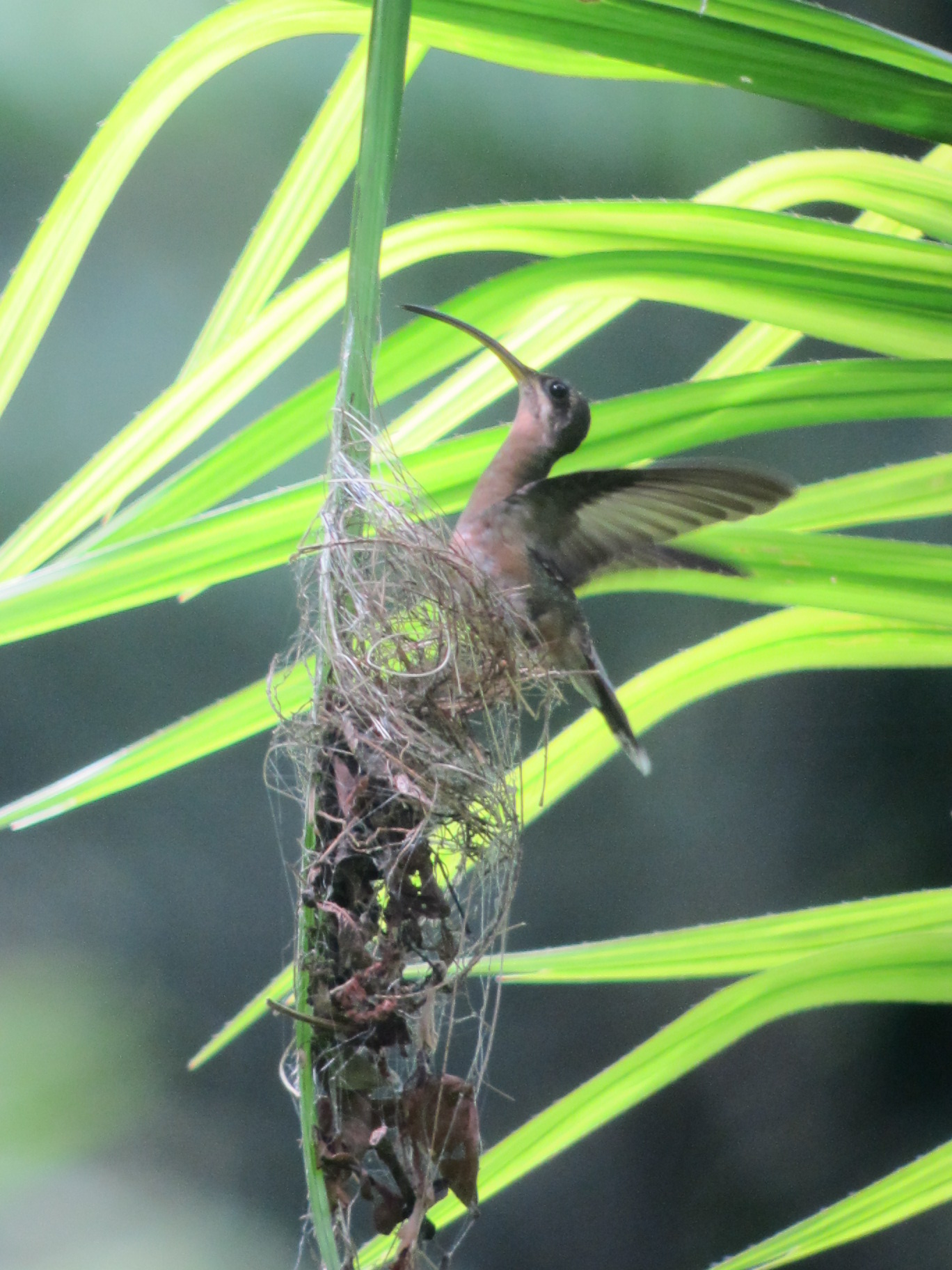
Nido de Glaucis hirsutus.

La hembra del ermitaño hirsuto coloca dos huevos en un pequeño nido con una cola, hecho de pequeñas raíces y amarrado a la parte inferior de una hoja de palma, helecho o heliconia a uno o dos metros del suelo.  Los nidos son a menudo cerca de una corriente de agua, cascada o en el borde de un camino, y sorprendentemente son fáciles de encontrar. La incubación dura 17 días más 23 para emplumar, y esta especie puede anidar hasta cuatro veces en una temporada. El macho de este colibrí agresivo y curioso ayuda a construir y defender el nido, pero no a incubar los huevos. Por lo menos regionalmente (por ejemplo en Colombia), la especie cría todo año.

## Sistemática

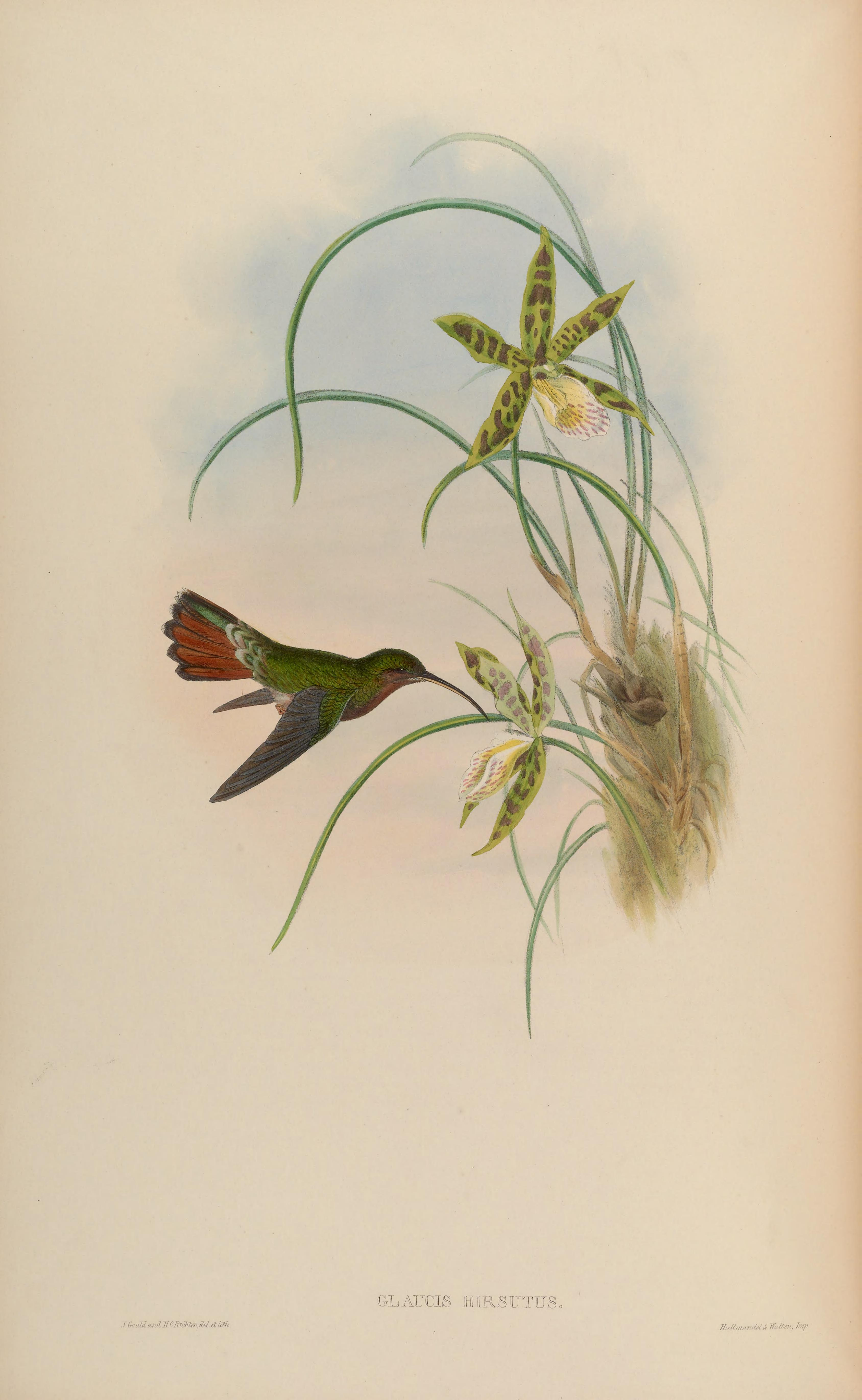
Glaucis hirsutus, ilustración de Gould y Richter en A monograph of the Trochilidae, or family of humming-birds, 1849.

### Descripción original
La especie G. hirsutus fue descrita por primera vez por el naturalista alemán Johann Friedrich Gmelin en 1788 bajo el nombre científico Trochilus hirsutus; su localidad tipo es: «Brasil» restringido posteriormente para «noreste de Brasil».

### Etimología
El nombre genérico masculino «Glaucis» proviene del griego «glaukos» que significa ‘gris azulado’ o ‘verde pálido’; y el nombre de la especie «hirsutus», en latín significa ‘peludo’.

### Taxonomía
La presente y Glaucis aeneus son especies hermanas y ya fueron tratadas como conespecíficas pero ambas coexisten en el oeste de Colombia y oeste de Panamá, sin intergradación. Las formas propuestas G. h. affinis Lawrence, 1858 (de las Guayanas), G. h. mazeppa Lesson, 1831 (del centro este de Brasil) y G. h. abrawayae Ruschi, 1973 (del sureste de Brasil) son consideradas indivisibles de la nominal.

### Subespecies
Según las clasificaciones del Congreso Ornitológico Internacional (IOC)  y Clements Checklist/eBird  se reconocen dos subespecies, con su correspondiente distribución geográfica:
- Glaucis hirsutus insularum Hellmayr & Seilern, 1913 – Granada, Trinidad y Tobago.
- Glaucis hirsutus hirsutus (Gmelin, 1788) – desde el centro de Panamá hasta Colombia a occidente de los Andes, y a oriente hasta el centro de Bolivia, y a través de Venezuela hasta las Guayanas, y norte, oeste y este de Brasil.